# Paweł Markowski (górnik)
Paweł Markowski (ur. 1960) – polski inżynier górnik.

## Życiorys
Absolwent Wydziału Geoinżynierii, Górnictwa i Geologii Politechniki Wrocławskiej (1986). Rozpoczął karierę zawodową w KGHM Polska Miedź S.A. Dwukrotnie był dyrektorem kopalni O/ZG „Polkowice-Sieroszowice”, a następnie pracował w zarządzie KGHM Polska Miedź S.A. na stanowisku Dyrektora Generalnego ds. Górnictwa.

## Odznaczenia
- Krzyż Kawalerski Orderu Odrodzenia Polski za wybitne zasługi dla rozwoju gospodarki narodowej oraz przedsiębiorczości polskiej (2011)[2].